# Interstate highway
Pour les articles homonymes, voir Interstate (homonymie).

Une Interstate highway, littéralement une « autoroute inter-États », est aux États-Unis une autoroute reliant les États américains entre eux. Le terme « inter-États » signifie que ces autoroutes sont financées par le gouvernement fédéral bien qu'elles appartiennent aux États dans lesquels elles sont situées et qu'elles soient construites et gérées par ceux-ci, la seule exception étant le Woodrow Wilson Bridge de l'I-495 (Capital Beltway) appartenant à l'État fédéral. Ce système a été créé par Dwight D. Eisenhower au début des années 1950 et est en voie d'achèvement dans les années 2010.

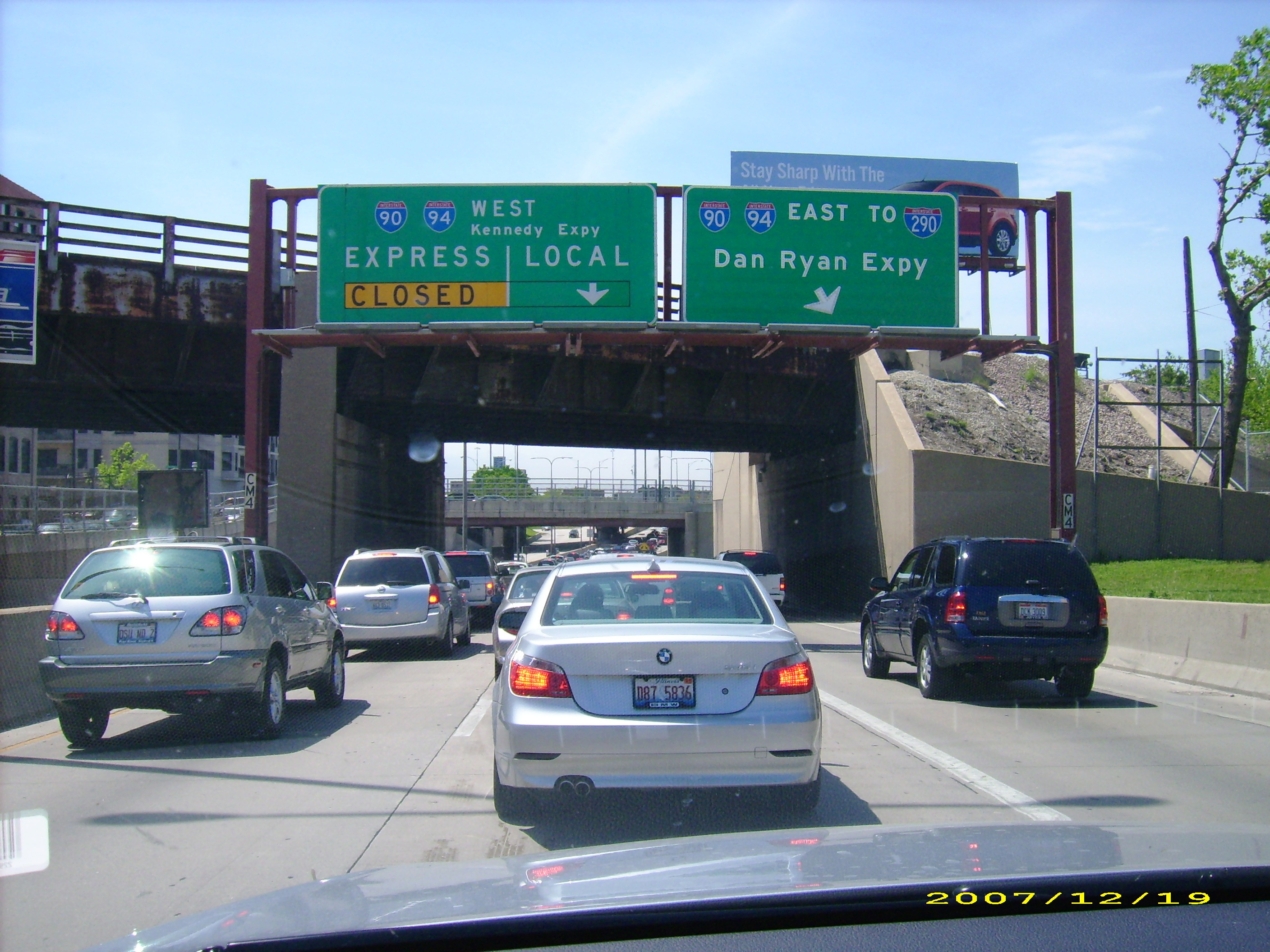
Une bretelle d'accès au centre-ville de Chicago.

Le système relie toutes les villes les plus importantes du pays. Contrairement aux autoroutes de la plupart des autres pays industrialisés, un grand nombre d'autoroutes inter-États passent par le centre des villes, ce qui a facilité l'émergence des banlieues suburbaines où prévaut l'automobile et donc l'étalement urbain, après la Seconde Guerre mondiale. Ces autoroutes sont donc au centre de la vie quotidienne des Américains, que ce soit en milieu urbain ou pour les longs voyages.

## Histoire

Plaquette commémorative introduite en 1993. Bien que le système ait été établi durant la présidence d'Eisenhower, les cinq étoiles commémorent son rang de général d'armée durant la Seconde Guerre mondiale.

Le système fut autorisé par le Federal-Aid Highway Act (en) signé le 29 juin 1956, connu aussi sous le nom de National Interstate and Defense Highways Act de 1956, grâce au soutien des principales firmes industrielles d'automobile et du président Dwight D. Eisenhower, suivant sa propre expérience : Eisenhower avait suivi la Lincoln Highway, en 1919 en tant que jeune soldat, et le réseau d'autoroutes (Autobahn) allemand. Des autoroutes étaient déjà tracées à la fin des années 1930 et faisaient partie des systèmes autoroutiers locaux ou des États. Avec l'augmentation de la circulation, le besoin de créer un système national en supplément des United States Numbered Highways se faisait ressentir.
Bien que la construction du réseau se poursuive encore de nos jours, il a été officiellement déclaré complet en 1991, bien que 1,5 mile du système originellement prévu restent non construits en 2005. Le coût prévu initialement était de 25 milliards de dollars sur 12 ans, mais 114 milliards ont en fait été dépensés, après 35 ans de travaux[réf. nécessaire].

### Planification
Voté en 1916, le Federal Aid Road Act permet de donner une base légale à la volonté du gouvernement américain de créer un réseau de grandes routes à l'échelle nationale. Il octroie aux États fédérés un budget de 75 millions de dollars par tranche de cinq ans pour la construction et l'amélioration de ces routes. Toutefois, du fait de l'engagement de toutes les forces disponibles du pays dans la Première guerre mondiale, cette loi expire en 1921 sans avoir donné lieu à des constructions significatives
En décembre 1918, E. J. Mehren, ingénieur et rédacteur en chef du journal Engineering News-Record (en), présente un projet de plan routier national lors d'une réunion rassemblant les responsables du réseau routier national et les membres de l'Association des industriels de la route (Highway Industries Association) au palais des congrès de Chicago. Dans son plan, Mehren propose de créer un réseau d'une longueur de 80 000 kilomètres, constitué de cinq transversales est-ouest et de dix transversales nord-sud. Ce réseau comprendrait deux pour cent de l'ensemble des routes et desservirait l'ensemble des États, pour un coût fixé à 16 000 dollars par kilomètre, et bénéficierait à l'industrie du transport ainsi qu'à l'armée.
En 1919, l'U.S. Army monte une expédition à travers les États-Unis dans le but de déterminer à quelles difficultés feraient face des véhicules militaires en traversant le pays. Parti du parc The Ellipse, près de la Maison Blanche, le convoi prend 62 jours pour parcourir 5 150 kilomètres jusqu'à la base militaire de Presidio, située dans la baie de San Francisco. Il fait face à d'importantes difficultés : ponts branlants, casses répétées de vilebrequin, moteurs encrassés par le sable du désert.
Dwight Eisenhower, à l'époque lieutenant âgé de 28 ans, fait partie de cette expédition « à travers la partie la plus obscure de l'Amérique avec des camions et des blindés », comme il le décrira par la suite. Dans l'Ouest, de nombreuses routes ne sont qu'« une succession de poussière, d'ornières, de nids-de-poule et de trous ». Eisenhower se rappelle aussi que c'est durant cette expédition que lui est venu l'envie de créer de « bonnes routes à deux chaussées, de merveilleux rubans de bitumes lancés à travers notre pays ».
Comme la loi de 1916 est désormais obsolète, une nouvelle loi est votée en 1921, le Federal Aid Highway Act (en), également connu sous le nom de Phipps Act. Elle prévoit un financement fédéral de la construction et de l'amélioration du réseau routier à la hauteur de 75 millions de dollars par an. De plus, elle prévoit, ce qui est inédit, de consacrer ces fonds à la construction d'un réseau routier interconnecté sous forme d'un quadrillage de « routes primaires » (primary highways), afin de coordonner les différents plans routiers proposés par les administrations respectives de chaque État.
Le Bureau of Public Roads demande alors à l'armée de lui fournir une liste des itinéraires considérés comme indispensables à la défense nationale. En 1922, le général Pershing, commandant le corps expéditionnaire américain en Europe durant la grande guerre, dévoile un réseau de voies rapides interconnectées d'une longueur de 32 000 kilomètres, appelé Pershing Map (en).
On assiste par la suite, au cours des années 1920, à une explosion de la construction de nouvelles routes, avec des projets comme le New York parkway system, construit dans le but d'intégrer ensuite le réseau des highways. Avec la croissance du trafic automobile, l'administration commence à percevoir le besoin d'un réseau routier interconnecté à l'échelle nationale destiné à suppléer le réseau existant, en grande partie non-autoroutier. À la fin des années 1930, le projet évolue vers un réseau autoroutier.
En 1938, le président Roosevelt donne à Thomas MacDonald, à la tête du Bureau of Public Roads (BPR), une carte coloriée à la main dessinant huit corridors autoroutiers à étudier. En 1939, Herbert S. Fairbank, chef de la Division de l'information du BPR, rédige un rapport intitulé « Toll Roads and Free Roads », la première description officielle de ce qui allait devenir le réseau routier inter-États.

### Federal Aid Highway Act de 1956
Le champion du système d'autoroute Interstate est le président Dwight D. Eisenhower. Il a été influencé par ses expériences en tant que jeune officier de l'armée, ayant traversé le pays dans le convoi Motor Transport Corps de 1919, celui qui a construit une partie de la Lincoln Highway, la première route à travers les États-Unis. Eisenhower connait bien également le système Reichsautobahn, la première autoroute de l'Allemagne moderne, alors qu'il servait en tant que commandant suprême des forces alliées en Europe pendant la Seconde Guerre mondiale. En 1954, Eisenhower nomme le général Lucius D. Clay à la tête d'un comité chargé de proposer un plan de réseau routier inter-États. C'est une question de sécurité, de développement économique et de défense nationale.
Le comité Clay propose un programme de 100 milliards de dollars sur dix ans pour construire 40 000 miles (64 000 km) d'autoroutes reliant toutes les villes américaines de plus de 50 000 habitants. La préférence d'Eisenhower va vers un système à péage, mais Clay le convainc que cela ne serait rentable que dans les régions côtières très peuplées. En février 1955, Eisenhower transmet le plan de Clay au Congrès. Le projet de loi est rapidement approuvé au Sénat, mais les démocrates de la Chambre s'opposent à l'utilisation d'obligations publiques comme moyen de financement de la construction. Eisenhower et les démocrates de la Chambre s'entendent pour financer le système par le biais du Highway Trust Fund, abondé par une taxe sur l'essence. En juin 1956, Eisenhower signe la Federal Aid Highway Act. Chaque autoroute inter-États doit avoir au moins quatre voies et ne traverser aucun passage à niveau.

### Construction

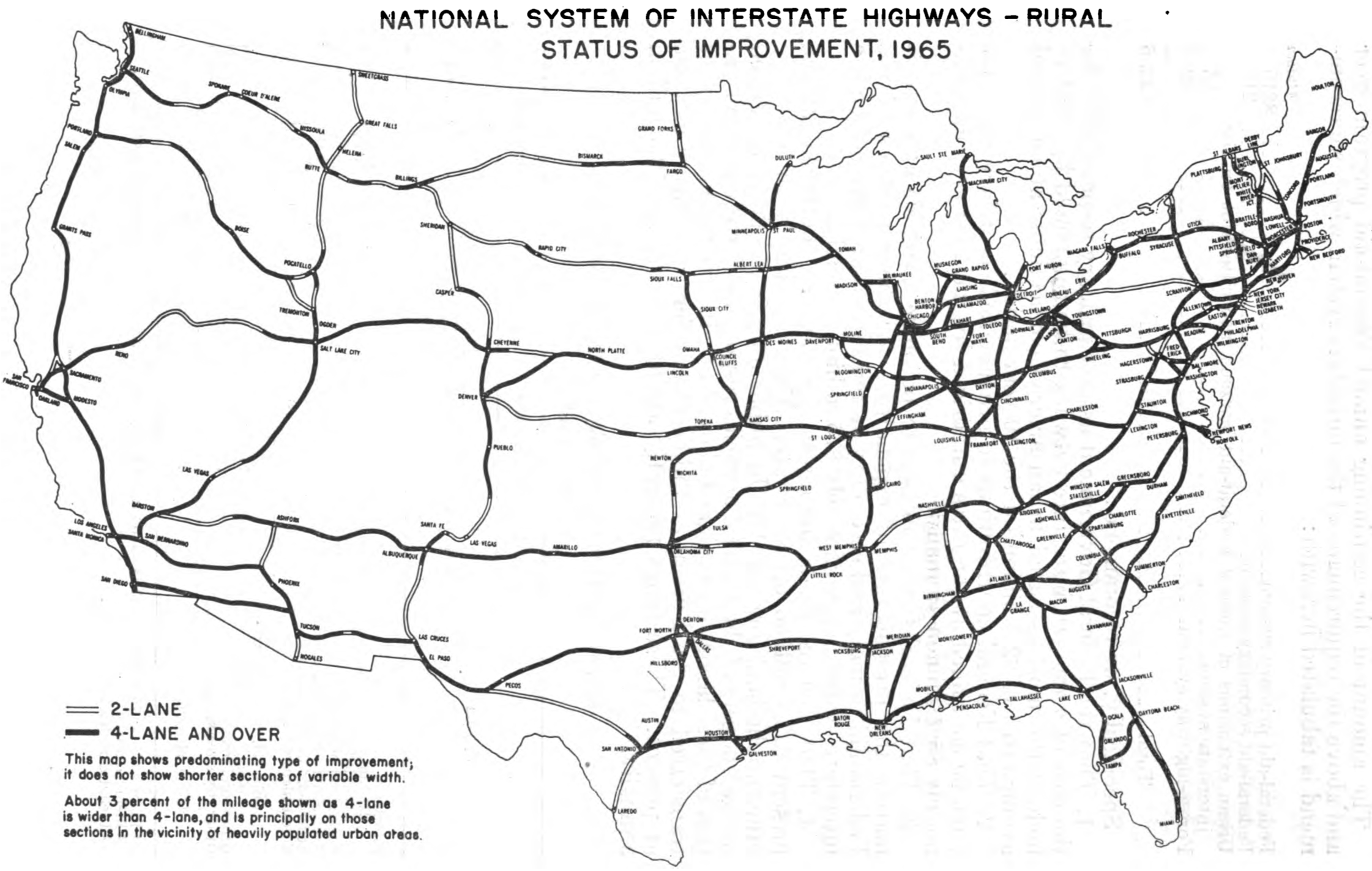
Carte de 1955 : Le statut planifié des autoroutes en 1965.

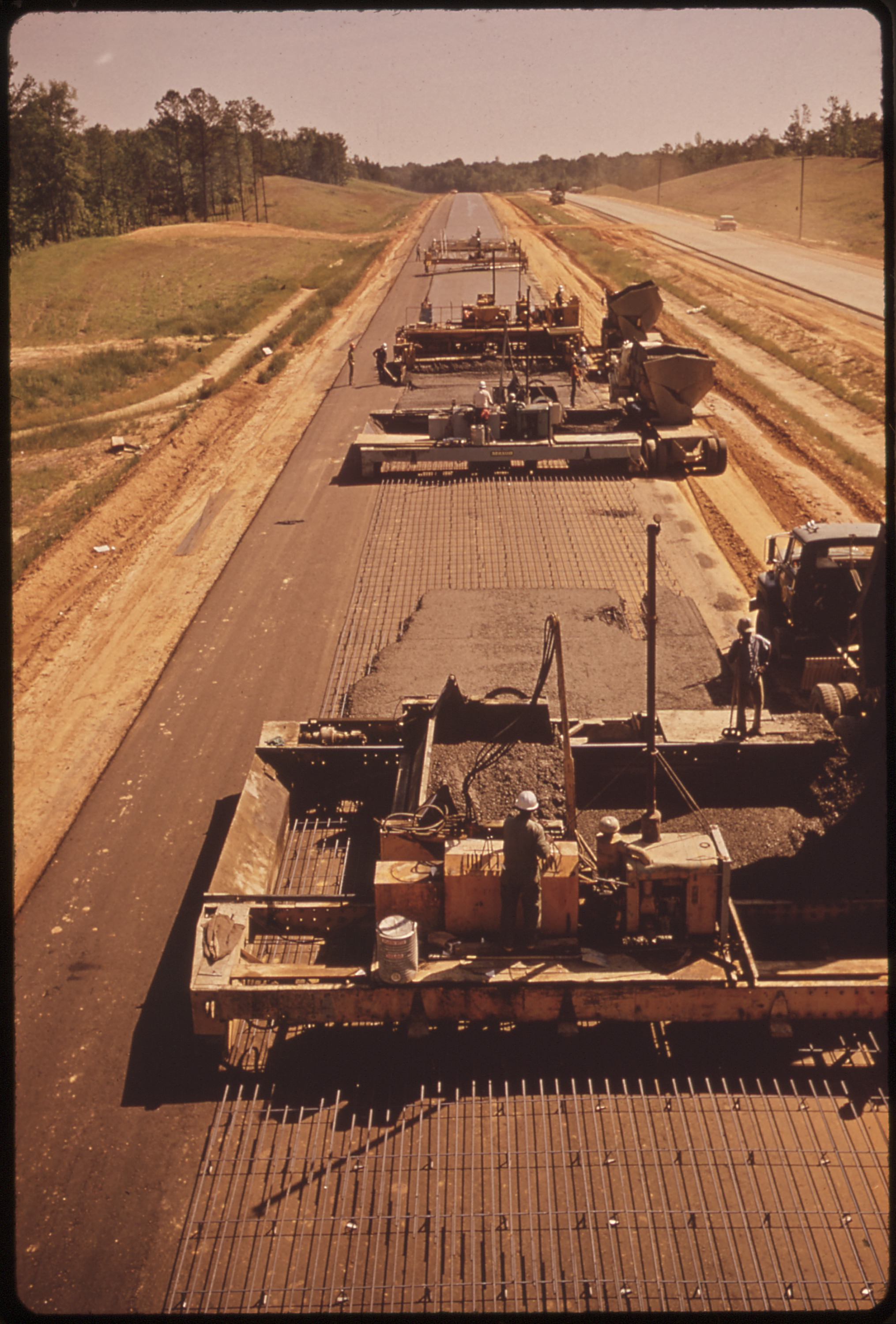
I-55 en construction au Mississippi en mai 1972.

Quelques sections d'autoroutes qui ont été incluses dans le système des autoroutes Interstate avaient déjà été construites.
Trois états ont revendiqué le titre de la première autoroute Interstate. Le Missouri affirme que les trois premiers contrats sous le nouveau programme ont été signé le 2 août 1956 au Missouri. Le premier contrat signé visait l'amélioration d'un segment de la US 66 pour l'intégrer à l'I-44. Le 13 août 1956, les travaux ont commencé sur la US 40 (maintenant l'I-70) dans le comté de Saint Charles.
Le Kansas affirme être le premier état à avoir asphalté après que la loi fut signée. Les travaux préliminaires ont débuté avant que la loi ne soit signée et les travaux d'asphaltage commencèrent le 26 septembre 1956. L'état a identifié son segment de l'I-70 comme le premier projet complété des États-Unis.
Le Pennsylvania Turnpike peut aussi être considéré comme l'un des premiers segments d'autoroutes Interstate et est surnommé le « Grand-père du système des Interstates ». Le 1er octobre 1940, 162 miles (261 km) de l'autoroute actuelle I‑70 et I‑76 ouvrit entre Irwin et Carlisle. Le Commonwealth de Pennsylvanie considère le turnpike comme le grand-père des turnpikes.
Étapes importantes dans la construction du système des autoroutes inter-États :
- 17 octobre 1974 : Le Nebraska devient le premier état à compléter toutes ses autoroutes principales avec la complétion de son dernier segment de l'I-80.
- 12 octobre 1979 : Le segment final de l'I-5 entre le Canada et le Mexique est complété près de Stockton, Californie. Des représentants des deux pays voisins sont présents afin de souligner l'ouverture du premier lien contigu reliant les trois pays nord-américains.
- 22 août 1986 : Le segment final de l'I-80 (San Francisco, Californie à Teaneck, New Jersey) est complété à l'ouest de Salt Lake City, Utah, faisant de l'I-80 la première autoroute au monde à s'étendre de l'Atlantique au Pacifique et, à l'époque, la plus longue autoroute contigüe au monde.
- 10 août 1990 : Le segment final de l'I-10 (Santa Monica, Californie à Jacksonville, Floride) est complété. Il s'agit du Papago Freeway Tunnel sous le centre-ville de Phoenix, Arizona. La complétion de ce segment avait été reportée due à une révolte qui avait annulé le projet initial d'autoroute surélevée dans le centre-ville.
- 12 septembre 1991 : L'I-90 devient la dernière autoroute "coast-to-coast" (Seattle, Washington à Boston, Massachusetts) à être complétée avec l'ouverture d'un viaduc surélevé contournant Wallace, Idaho. Ce segment avait été reporté après que des résidents avaient forcé l'annulation du tracé original, lequel devait être au niveau du sol et qui aurait détruit la majorité du centre-ville de Wallace.
- 14 octobre 1992 : Le système d'autoroutes inter-États original est considéré comme complété avec l'ouverture de l'I-70 à travers le Glenwood Canyon au Colorado. Ce segment est considéré comme une merveille d'ingénierie s'étendant sur environ 12 miles (19 km) et comptant 40 ponts et de nombreux tunnels. Il s'agit d'une des autoroutes rurales les plus chères jamais construite au pays.

Le coût initial du système était de 25 milliards de dollars sur 12 ans; il aura finalement coûté 114 milliards de dollars (équivalent à 425 milliards de dollars en 2006 ou 558 milliards $ en 2021) et se sera échelonné sur 35 ans.

### 1992 à aujourd'hui

#### Discontinuités
Le réseau est proclamé complété en 1992, mais deux autoroutes originales, l'I-95 et l'I-70 n'étaient pas continues: ces deux discontinuités sont dues à l'opposition locale, laquelle a bloqué les efforts pour construire les liens nécessaires pour pleinement compléter le réseau. L'I-95 a été complétée et continue en 2018 et l'I-70 demeure la seule autoroute originale ayant une discontinuité.
L'I-70 demeure discontinue en Pennsylvanie à cause de l'absence d'échangeur direct entre le terminus est du multiplex avec l'I-76 (Pennsylvania Turnpike) et l'I-70 près de Breezewood (en). Les automobilistes circulant sur l'I-70 doivent la quitter et utiliser un court segment de la US 30, sous forme de stroad, pour rejoindre l'autre segment de l'I-70. L'échangeur n'a pas été construit à l'origine puisqu'une mesure héritée des règles originales de financement limitait l'utilisation de fonds fédéraux pour améliorer des autoroutes à péage. Cette règle a été assouplie depuis, mais les solutions proposées ont été bloquées par la population locale qui craint une perte de revenus.

#### Expansion
Le réseau des autoroutes inter-États a été étendu à plusieurs reprises. Ces expansions ont créé de nouvelles numérotations et prolongé certaines autoroutes existantes. Par exemple, l'I-49, ajoutée au réseau dans les années 1980 comme autoroute en Louisiane, a d'abord été désignée comme un corridor d'expansion et la FHWA a approuvé la route depuis Lafayette, Louisiane jusqu'à Kansas City, Missouri. L'autoroute existe aujourd'hui comme une autoroute complétée par segments, certains étant en construction ou devant l'être.
En 1966, la FHWA a désigné le réseau entier comme faisant partie de la route panaméricaine et au moins deux prolongements ont été initiés pour favoriser les échanges commerciaux avec le Canada et le Mexique dans le cadre de l'Accord de libre-échange nord-américain (ALENA). Les plans à long terme pour l'I-69, laquelle existe actuellement en plusieurs segments complétés, les plus longs étant en Indiana et au Texas, est d'avoir une route entre le Tamaulipas, Mexique et l'Ontario, Canada. L'I-11 comblera l'écart d'autoroutes entre Phoenix, Arizona et Las Vegas, Nevada et fera ainsi partie du corridor CANAMEX avec l'I-19 et des segments de l'I-10 et de l'I-15 entre le Sonora, Mexique et l'Alberta, Canada.

### Autoroutes urbaines inachevées
Des oppositions politiques de la part de résidents ont eu pour effet d'annuler certains projets autoroutiers aux États-Unis, dont :
- I-40 à Memphis, Tennessee a été déplacée et un segment de l'I-40 originale est toujours en utilisation par le Sam Cooper Boulevard.
- I-66 dans le District de Columbia a été abandonnée en 1977.
- I-69 devait continuer au-delà de l'I-465 pour croiser l'I-70 et l'I-65 au nord-est du centre-ville d'Indianapolis. Bien que des oppositions aient mené à l'abandon de ce projet en 1981, des viaducs et des rampes qui devaient être utilisées pour ces échangeurs demeurent visibles.
- I-70 à Baltimore devait parcourir le trajet entre l'I-695 et l'I-95, en traversant le centre-ville du nord-ouest vers le sud-est. Le projet a été abandonné au milieu des années 1970 puisque le tracé devait passer par le Gwynns Falls-Leakin Park, un parc urbain sauvage dans l'ouest de la ville. Cette annulation a aussi entraîné l'abandon de l'I-170, partiellement construite et utilisée comme US 40, qui était surnommée l'autoroute vers nulle-part.
- I-78 à New York a été annulée de même que des segments de l'I-278, de l'I-478 et de l'I-878 (maintenant désignée comme NY 878). L'I-878 devait faire partie de l'I-78 et l'I-478 ainsi que l'I-278 devaient être des routes collectrices.
- I-80 à San Francisco devait, à l'origine, traverser le Civic Center via la Panhandle Freeway jusqu'au Golden Gate Park et se terminer à l'alignement original de l'I-280 / SR 1. La ville a abandonné plusieurs autres autoroutes en 1958. De la même manière, plus de 20 ans plus tard, Sacramento a abandonné les plans visant à améliorer l'I-80 aux standards autoroutiers et a plutôt choisi de dérouter l'autoroute en utilisant ce qui était alors l'I-880 au nord du centre-ville.
- I-83 (segment sud) à Baltimore devait longer la rivière Patapsco et se connecter à l'I-95 en scindant les quartiers historiques de Fells Point et de Canton, mais le lien n'a jamais eu lieu.
- I-84 au Connecticut devait se diviser à l'est de Hartford via l'I-86 vers Sturbridge, Massachusetts (I-84 actuelle) et l'I-84 vers Providence, Rhode Island. Le projet a été abandonné en raison d'effets anticipés sur un réservoir important du Rhode Island. La partie déjà construite de ce qui devait être l'I-84 vers Providence est désormais l'I-384.
- I-95 à travers le District de Columbia vers le Maryland a été abandonnée en 1977. À la place, l'I-95 a été déroutée sur l'I-495 (Capital Beltway). La section qui était complétée est maintenant l'I-395.
- I-95 à Boston devait rejoindre l'I-93 et former un multiplex avec celle-ci dans le centre-ville de Boston. À la place, l'I-95 a été déroutée sur la Route 128 formant la ceinture autour de Boston.

## Financement
Le financement d'une grande majorité des travaux de construction et de maintenance des routes des États-Unis est assuré par le United States Highway Trust Fund, un fonds fiduciaire abondé par une taxe sur l’essence. Le taux d’imposition est depuis 1993 de 18,4 cents par gallon.

## Standards
L'American Association of State Highway and Transportation Officials (AASHTO) définit plusieurs standards que toutes les autoroutes du réseau doivent respecter. Les standards sont devenus plus stricts au fil du temps. Les limites de vitesses sont parfois plus importantes dans une région donnée, et sont déterminées par les États concernés. Les limitations en milieu rural varient entre 100 et 130 km/h avec les plus faibles vitesses dans les États du nord-est et les plus fortes dans les États de l'ouest. Les autoroutes urbaines sont limitées de 80 à 100 km/h dans tout le pays.

Les Interstate Highways des 48 États contigus.

En plus d'être planifiées pour permettre le transport des automobiles et des camions, les autoroutes inter-États sont aussi étudiées pour un usage militaire et d'opérations de défense civile, en particulier les mouvements de troupe. Cependant, malgré une croyance populaire, le réseau n'a pas été pensé pour permettre des atterrissages d'avions.
L'un des usages potentiels de la défense civile du réseau est l'évacuation d'urgence des villes dans le cas d'une guerre nucléaire. Le réseau a été utilisé pour faciliter les évacuations lors des ouragans et d'autres catastrophes naturelles. Lors des ouragans Katrina et Rita, en 2005, la procédure Contraflow, qui permet de renverser le cours du trafic d'un côté pour que toutes les voies deviennent des voies de départ, a été utilisée.
Plusieurs Interstates du Sud, dont l'Interstate 16 en Géorgie, l'Interstate 40 en Caroline du Nord, l'Interstate 65 en Alabama, l'Interstate 10, l'Interstate 12, l'Interstate 55 et 59 en Louisiane, et ces mêmes autoroutes dans l'État du Mississippi, sont équipées spécifiquement pour répondre à ce genre de situation et pouvoir redistribuer le trafic. On retrouve aussi cette configuration sur la State Road 528 en Floride centrale.

### Signalisation
Leur grande majorité utilisent des nombres pour désigner les sorties. La signalisation respecte la plupart du temps le Manual on Uniform Traffic Control Devices (MUTCD), mais les variations locales et régionales subsistent souvent.
En 1975, décision a été prise de changer la signalisation des distances, du Système impérial au Système international. À la suite de nombreuses plaintes, les kilomètres ont été remplacés par les miles, sauf pour l'Interstate 19 dont les signalisations de distances sont restées kilométriques, pour des raisons budgétaires.

### Bouclier des Interstates

Panneau de signalisation des Interstates.

Les autoroutes du réseau sont signalées par un panneau rouge, blanc et bleu. Ces couleurs ont été choisies car elles sont celles du drapeau américain. Dans le design original, le nom de l'État était affiché au-dessus du numéro de l'autoroute, dans le fond bleu. Désormais, ce n'est plus le cas, ce qui permet d'y inscrire des chiffres plus gros.
Les autoroutes peuvent avoir des "Business loop" ou des "Business spur". Ces routes sont indiquées par un bouclier similaire, mais le rouge et le bleu est remplacé par du vert. Le mot "BUSINESS" apparaît dans la partie supérieure à la place de "INTERSTATE" et le mot "SPUR" ou "LOOP" apparaît au-dessus du numéro. Ces routes sont utilisées pour relier l'Interstate au secteur central de la ville.

## Système de numérotation

### Autoroutes primaires (un et deux numéros)

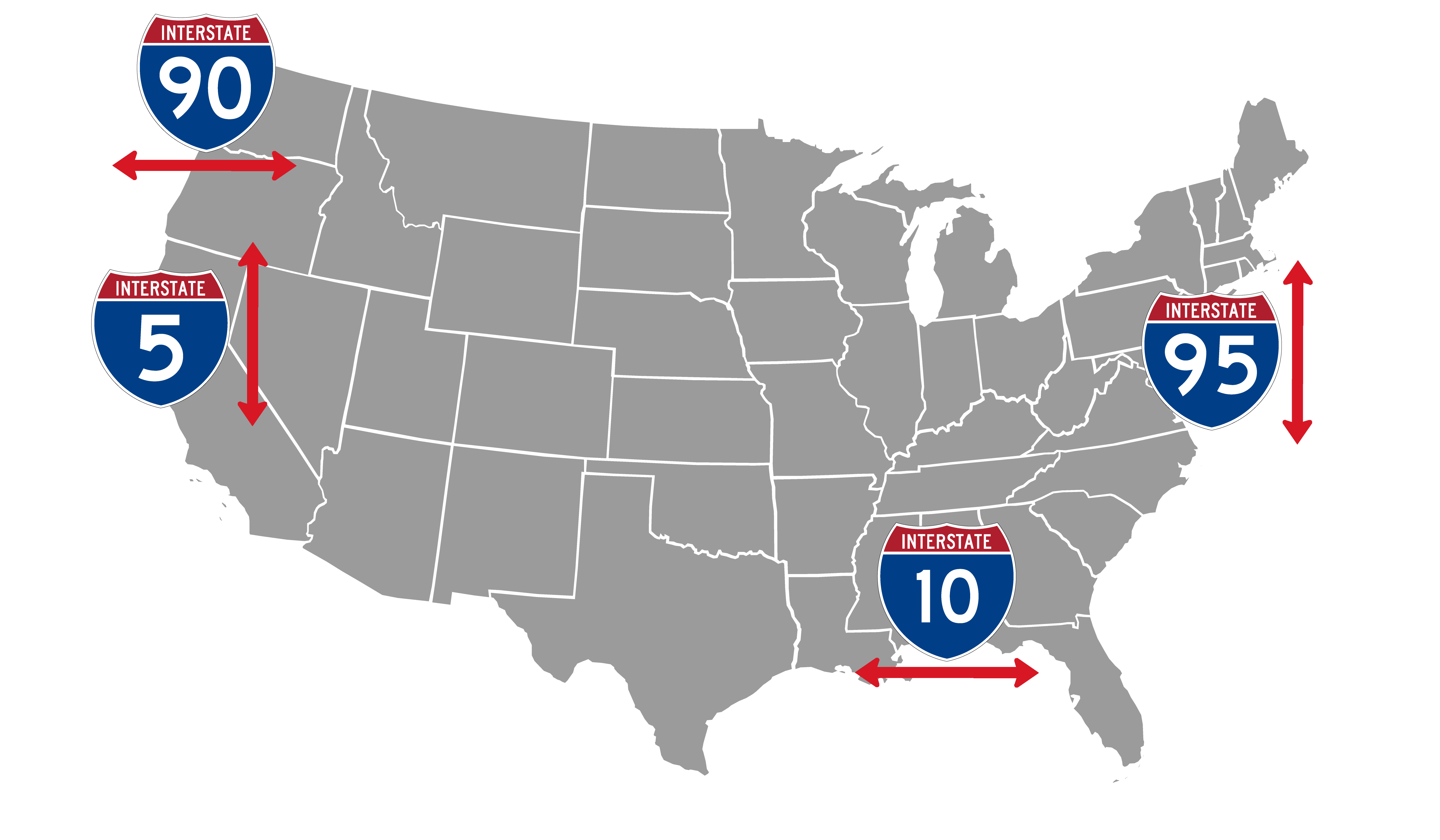
Les numéros impairs vont du sud au nord avec des numéros augmentant d'ouest en est alors que les numéros pairs vont d'ouest en est avec des numéros augmentant du sud au nord

Le format de numérotation du réseau des autoroutes inter-États a été développé en 1957 par l'American Association of State Highway and Transportation Officials (AASHTO). La politique de numérotation actuelle de l'AASHTO date de 1973. Dans les États-Unis contigus, les autoroutes primaires ont des numéros se situant entre 1 et 99.
Les autoroutes est–ouest ont des numéros pairs alors que les autoroutes nord–sud ont des numéros impairs. Les numéros des autoroutes impaires augmentent d'ouest en est alors que les numéros des autoroutes paires augmentent du sud au nord et ce, afin d'éviter toute confusion avec les US Routes lesquelles augmentent d'est en ouest et du nord au sud. Le système de numérotation est majoritairement respecté, bien que dans certains cas, la direction de l'autoroute n'est pas toujours celle de la boussole. Les numéros divisibles par cinq sont dédiés aux autoroutes primaires majeures couvrant de longues distances. Les autoroutes primaires sud–nord augmentent depuis l'I-5 entre le Canada et le Mexique, sur la côte ouest, et l'I-95 entre le Canada et Miami, Floride, sur la côte est. Les autoroutes primaires ouest–est augmentent depuis l'I-10 entre Santa Monica, Californie et Jacksonville, Floride jusqu'à l'I-90 entre Seattle, Washington et Boston, Massachusetts, avec deux exceptions. Il n'existe ni I-50 ni I-60 puisque des routes risquent de passer par des états ayant déjà des US Routes avec ces mêmes numéros, ce qui n'est pas autorisé dans le système des autoroutes inter-États.
Quelques autoroutes à deux numéros ont des segments non-reliés à des endroits opposés du pays pour plusieurs raisons. Certaines de ces autoroutes sont des autoroutes non-complétées (comme l'I-69 et l'I-74) alors que d'autres ne font que partager un même numéro sans être reliées (comme l'I-76, l'I-84, l'I‑86, l'I-87 et l'I-88). Concernant ces partages de numéros, certains sont dus aux changements dans le système de numérotation de 1973. Avant, il était possible d'avoir des autoroutes ayant un suffixe, surtout dans le cas d'autoroutes ayant de longues autoroutes collectrices. Par exemple, le segment de l'I-84 se trouvant à l'ouest du pays était l'I‑80N, car il débutait sur l'I-80 et allait vers le nord. La nouvelle politique a statué qu'aucun numéro avec un suffixe ne devait être adopté. Cette politique recommandait aussi que les numéros ayant un suffixe déjà existants soient éliminés aussi vite que possible. Cependant, les I-35W / I-35E existent toujours à Dallas–Fort Worth, Texas, de même qu'à Minneapolis et Saint Paul, Minnesota. De plus, en raison de demandes du Congrès, trois segments de l'I-69 dans le sud du Texas seront divisés en I-69W, I-69E et I-69C (pour Central).
Les politiques de l'AASHTO autorisent plus d'une autoroute à utiliser un même itinéraire. Ce phénomène s'appelle un multiplex. Par exemple, l'I‑75 et l'I‑85 partagent le même tracé à Atlanta. Le segment de 7,4 miles (11,9 km), nommé le Downtown Connector, est identifié à la fois comme I‑75 et comme I‑85. Les multiplex avec des US Routes sont également possibles, en autant que la longueur du multiplex est raisonnable. Dans de rares occasions, deux autoroutes peuvent partager le même tracé et être indiquées dans deux directions opposées. Un de ces multiplex à sens inverse se trouve entre Wytheville et Fort Chiswell, Virginie, alors que l'I‑81 nord et l'I‑77 sud vont dans la même direction (cette section de la route allant vers l'est), et l'I‑81 sud et l'I‑77 nord allant vers l'ouest.

### Numérotation des sorties
La majorité des Interstates ont des numéros de sorties. Durant plusieurs années, la Californie était le seul état qui n'utilisait pas de numéros de sorties sur ses autoroutes. Une exemption lui a été accordée dans les années 1950 en raison du grand nombre d'autoroutes complétées ; placer des panneaux avec un numéro de sortie sur le territoire coûterait très cher. Pour contrôler les coûts, la Californie a commencé à incorporer des numéros de sorties sur ses autoroutes en 2002 (Interstates, US Routes et routes d'état). Souvent, l'État rajoute le numéro de la sortie sur le panneau existant. La majorité des autoroutes de Californie ont maintenant des numéros de sorties. L'État, cependant, n'utilise toujours pas de bornes pour indiquer la distance.
Dans la majorité des états, les numéros de sorties correspondent à la distance, en miles, parcourue par l'autoroute. Sur l'I‑19 en Arizona, cependant, la distance est mesurée en kilomètres plutôt qu'en miles puisque, au moment de la construction de l'autoroute, une courant encourageait le pays à passer du système impérial au système métrique. Il était alors prévu que toutes les autoroutes allaient faire la transition entre les systèmes. Le décompte augmente d'ouest en est sur les autoroutes au numéro pair et du sud au nord sur celles ayant un numéro impair.
Certaines autoroutes, dont la New York State Thruway, utilisent des numéros de sorties séquentiels. Les sorties de la New York State Thruway augmentent depuis Yonkers vers le nord, et, depuis Albany vers l'ouest. L'I‑87 dans l'État de New York est numérotée en trois sections. La première section est la Major Deegan Expressway dans le Bronx, avec des échangeurs numérotés de façon séquentielle de 1 à 14. La deuxième partie de l'I‑87 fait partie de la New York State Thruway laquelle débute à Yonkers (sortie 1) et continue vers le nord en direction d'Albany (sortie 24). À Albany, la Thruway bifurque vers l'ouest et devient l'I‑90 pour les sorties 25 à 61. Entre Albany et la frontière canadienne, au nord, les sorties de l'I‑87 sont numérotées en ordre séquentiel de 1 à 44 sur la Adirondack Northway.
Plusieurs États du nord-est numérotent leurs sorties de façon séquentielle, et ce, peu importe le nombre de miles que compte l'autoroute. Ces États sont le Connecticut, le Delaware, le New Hampshire, l'État de New York et le Vermont. Cela fait en sorte que trois des autoroutes primaires ne se trouvant que dans ces États (I-87, I-88, I-89) ont des échangeurs numérotés de façon séquentielle sur l'entièreté de leur trajet. Le Maine, le Massachusetts, le Rhode Island, la Pennsylvanie, la Virginie, la Géorgie et la Floride ont suivi ce système pour plusieurs années, mais ont, depuis, converti leurs autoroutes aux numéros de sorties fondés sur la distance. La Géorgie l'a fait en 2000 alors que le Maine l'a fait en 2004. Le Massachusetts a converti ses numéros de sortie en 2021 et, plus récemment, le Rhode Island en 2022. Le Pennsylvania Turnpike utilise les deux systèmes de numérotation. Le New Jersey Turnpike, lequel inclut des segments faisant partie de l'I‑95 et de l'I‑78, a aussi des numéros de sortie séquentiels, bien que les autres autoroutes de l'État utilisent les numéros basés sur la distance.

## Statistiques

### Volume
- La plus empruntée : 379 000 véhicules par jour : I-405 à Los Angeles, Californie (estimation de 2011).

### Altitude
- Plus haute : 11 158 pieds (3 401 m) : I-70 dans le Tunnel Eisenhower à la ligne continentale de partage des eaux dans les Rocheuses du Colorado.
- Plus basse (sur la terre) : −52 pieds (−16 m) : I-8 à la New River près de Seeley, Californie.
- Plus basse (sous l'eau) : −103 feet (−31 m) : I-95 dans le Tunnel Fort McHenry sous le Port de Baltimore.

### Longueur
- Plus longue (ouest–est) : 3 020,54 miles (4 861,09 km) : I-90 entre Seattle, Washington et Boston, Massachusetts.
- Plus longue (sud–nord) : 1 908 miles (3 071 km) : I-95 entre Miami, Floride et la frontière canadienne près de Houlton, Maine.
- Plus courte (primaire) : 1,69 mi (2,72 km) : I-69W à Laredo, Texas.
- Plus courte (auxiliaire) : 0,70 mi (1,13 km) : I-878 dans le Queens, New York, État de New York.
- Plus long segment dans un même État : 877 mi (1 411 km) : I-10 au Texas depuis la frontière avec le Nouveau-Mexique près d'El Paso à la frontière avec la Louisiane près d'Orange, Texas.
- Plus court segment dans un même État : 453 pieds (138 m) : I-95 / I-495 (Capital Beltway) sur le Pont Woodrow Wilson au-dessus du fleuve Potomac où l'autoroute entre brièvement dans le point le plus au sud du District de Columbia.
- Plus long multiplex : 278,4 mi (448,0 km) : I-80 et I-90 entre Gary, Indiana et Elyria, Ohio.

### États
- Le plus d'États traversés par une interstate : 15 États plus le District de Columbia : I-95 en Floride, Géorgie, Caroline du Sud, Caroline du Nord, Virginie, DC, Maryland, Delaware, Pennsylvanie, New Jersey, New York, Connecticut, Rhode Island, Massachusetts, New Hampshire et au Maine.
- Le plus d'interstates dans un même État : 32 autoroutes : New York, comptant 1 750,66 mi (2 817,41 km)
- Le plus grand nombre d'interstates primaires dans un même État : 13 autoroutes : Illinois
- Le plus grand nombre de miles d'interstate dans un même État : 3 233,45 mi (5 203,73 km) : Texas, dans 17 différentes autoroutes.
- Le plus petit nombre d'autoroutes dans un même État : 3 autoroutes : Delaware, Nouveau-Mexique, Dakota du Nord, Porto Rico et le Rhode Island.
- Le plus petit nombre d'interstates primaires dans un même État : 1 autoroute : Delaware, Maine et Rhode Island (I-95 dans tous les cas).
- Le plus petit nombre de miles d'interstate dans un même État : 40,61 mi (65,36 km) : Delaware, dans 3 différentes autoroutes.